# 小市民ケーン
小市民ケーン（しょうしみんケーン）は、1999年7月6日から9月21日までフジテレビで放送されたテレビドラマ。全12回。米国映画の「市民ケーン」とは題名以外関係ない。
木梨憲武が主演のヒューマンコメディ。主人公が高校教師であることから、学園ものとしてのテイストも加えられている。

## あらすじ
高校の歴史の教師・「ケーン」こと鍋島権は決断力も行動力もない情けない男で、自他共に認める「小市民」。あこがれていた歯科医の真理子と見合いの末結婚するが、実は真理子はとんでもない悪妻だった。さらに真理子の妹の珠子は小悪魔的な性格でケーンを翻弄することになるのだった。

## キャスト
- 鍋島権(なべしま・けん) - 木梨憲武

本作の主人公で高校教師。「小市民」的な性格で冴えない日々を送っていたが、美人の歯科医師・真理子とお見合いをする事に。
- 紺野珠子 - 榎本加奈子

真理子の妹で高校生。
- 紺野真理子 - 羽田美智子

歯科医師。権とお見合い結婚する。美人の才女だが実はとんでもない「悪妻」。
- 鬼頭雅也 - 吹越満
- 加賀徹 - 沢村一樹
- 木村夏子 - 伊藤裕子
- 竹内和也 - 長谷川朝晴
- 工藤聡司 - 井澤健
- 山本妙子 - 水川あさみ
- 須藤いずみ - 中沢純子
- 笠野伸二 - 弓削智久
- 紺野泰三 - すまけい
- 荒川喜一 - 小木茂光
- 紺野静江 - 市毛良枝
- 鍋島美鈴 ‐ 草村礼子
- ナレーション ‐ 佐藤正治
- 新番組予告ナレーション ‐ 郷里大輔

## スタッフ
- 企画 - 石原隆
- 脚本 - 橋部敦子、福島三郎
- 音楽 - 佐橋俊彦
- プロデュース - 岩田祐二
- 演出 - 星護、平野眞、高丸雅隆
- 制作 - フジテレビ、共同テレビ

## 主題歌
- 主題歌：D-SHADE「ALONE」

## サブタイトル
| 各話                                           | 放送日         | サブタイトル             | 脚本     | 演出     | 視聴率 | 備考         |
| ---------------------------------------------- | -------------- | ------------------------ | -------- | -------- | ------ | ------------ |
| 第1回                                          | 1999年 7月06日 | 出会いは援助交際         | 橋部敦子 | 星 護    | 13.4%  | 初回15分拡大 |
| 第2回                                          | 7月13日        | 臆病者の恋の告白         | 福島三郎 | 星 護    | 10.9%  | -            |
| 第3回                                          | 7月20日        | 自殺を止める男止めない男 | 橋部敦子 | 平野眞   | 9.9%   | -            |
| 第4回                                          | 7月27日        | 不純異性交遊             | 福島三郎 | 高丸雅隆 | 8.0%   | -            |
| 第5回                                          | 8月03日        | それでも結婚する         | 橋部敦子 | 平野眞   | ??.?%  | -            |
| 第6回                                          | 8月10日        | 遂にふり向いた女         | 橋部敦子 | 高丸雅隆 | 7.0%   | -            |
| 第7回                                          | 8月17日        | 愛妻に不倫をすすめる理由 | 福島三郎 | 平野眞   | 10.6%  | -            |
| 第8回                                          | 8月24日        | 小市民にホレたのか女王様 | 橋部敦子 | 高丸雅隆 | 8.9%   | -            |
| 第9回                                          | 8月31日        | 小市民、怒る             | 橋部敦子 | 平野眞   | 7.6%   | -            |
| 第10回                                         | 9月07日        | 大市民ケーン             | 福島三郎 | 高丸雅隆 | 7.2%   | -            |
| 第11回                                         | 9月14日        | 理想の男                 | 橋部敦子 | 平野眞   | 8.0%   | -            |
| 最終回                                         | 9月21日        | 来た見た勝った           | 橋部敦子 | 平野眞   | 8.7%   | -            |
| 平均視聴率9.2%（ビデオリサーチ調べ・関東地区） |                |                          |          |          |        |              |